# ペーター・ミュラー (政治家)
ペーター・アロイジウス・ミュラー（Peter Aloysius Müller、1955年9月25日 – ）は、ドイツの政治家、法律家。キリスト教民主同盟 (CDU) 所属。1999年から2011年までザールラント州首相、2011年から2023年まで連邦憲法裁判所判事を務めた。また2008年11月より1年間、持ち回り順で連邦参議院議長を務めた。

## 経歴
ザールラント州イリンゲン Illingen 出身。同州エッペルボルンで育つ。1974年にアビトゥーア合格。1975年から1983年まで、ザールラント大学およびボン大学で法学、政治学を学ぶ。1983年から3年間司法修習しつつ、ザールラント大学で助手を務める。1986年に第二次国家司法試験に合格し、ザールブリュッケン地方裁判所判事となる。ザールラント大学で講師も務めていた。
1971年にドイツキリスト教民主同盟 (CDU) の青年団組織 Junge Union に加入。頭角を現し1983年にはザールラント州の同代表に就任。1990年、ザールラント州議会議員に初当選。1994年に議会内会派幹事会員となる。翌年 CDU のザールラント州代表に選出された。1998年には党の連邦幹事会員に選出される。1999年の州議会選挙に州首相候補として臨んで勝利、9月29日に州首相に就任してドイツ社会民主党 (SPD) から政権を奪った。
州首相として産業振興に努めて評価され、2004年の州議会選挙では SPD を引き離した。翌2005年のドイツ連邦議会選挙では、連邦首相候補となったアンゲラ・メルケル党首のブレーンとなり、勝利の暁には連邦経済相への就任が予定されていた。しかし選挙は SPD との大連立という結果に終わり、大臣ポスト配分上の理由から経済相を姉妹政党キリスト教社会同盟のミヒャエル・グロースに譲ってザールラント州首相に留任し、当選したドイツ連邦議会の議席（比例代表）も他に譲った。
2009年8月の州議会選挙では与党 CDU は議席を減らし、連立与党のFDPと併せても過半数を割り込む敗北を喫した。そのため連立協議の結果両党に同盟90/緑の党が加わる三党連立（ドイツでは最初の「ジャマイカ連立」＝黒・黄・緑連立）で合意した。11月に州議会で首相に再任され（法相を兼任）、3期目に入った。2010年12月、ウド・ディ・ファビオの後任として連邦憲法裁判所判事の候補となっていることが報じられた。ミュラーは報道を否定せず、翌年1月に州首相退任を表明し、8月9日に辞任した。後任は州教育相だったアンネグレート・クランプ＝カレンバウアーである。同時に16年間務めた党のザールラント州代表も辞任した。
2011年11月25日、連邦参議院により連邦憲法裁判所第二小法廷判事に選出された。州首相から連邦憲法裁判所判事に転じたのは1958年のゲブハルト・ミュラーに次いで二人目である。
2023年12月21日、連邦憲法裁判所判事を退任。

## 家族・表彰
夫人との間に三児。
2001年、慶應義塾大学より名誉博士号を贈られる。経済振興政策を評価され、2003年に経済誌「Wirtschaftswoche」から「今年の州首相」に選出される。この称号は2006年にも授与された。2004年、ドイツ・ビール連盟から「ビール大使」に任命される。2007年にドイツ連邦共和国功労勲章大功労十字星大綬章を受章。2008年、フランスより芸術文化勲章（コマンデュール級）を授与された。